# Tikoloshanes
Tikoloshanes is een geslacht van kevers uit de familie  waterroofkevers (Dytiscidae).
Het geslacht is voor het eerst wetenschappelijk beschreven in 1956 door Omer-Cooper.

## Soorten
Het geslacht omvat de volgende soort:
- Tikoloshanes eretiformis Omer-Cooper, 1956